# Phân họ Vịt đuôi cứng
Phân họ Vịt đuôi cứng (danh pháp khoa học: Oxyurinae) là một phân họ trong họ Vịt (Anatidae) chứa khoảng 8 loài vịt còn sinh tồn, không có loài nào có mặt tại Việt Nam. Phần lớn các loài của phân họ này đều có tên gọi là vịt đuôi cứng, do chúng có, như tên gọi chung gợi ý, những chiếc lông đuôi dài và cứng, dựng thẳng khi chúng nghỉ ngơi. Phần lớn các loài đều có mỏ phồng tương đối to. Ngoại lệ là vịt đầu đen Nam Mỹ trông giống như những con vịt (thật sự) điển hình với đuôi ngắn và mỏ bình thường.
Chúng là những loài vịt sinh sống trong môi trường nước ngọt, kiếm ăn bằng cách lặn. Các chân của chúng lùi sâu về phía sau cơ thể, làm cho chúng trông lạch bạch và vụng về khi ở trên mặt đất, vì thế chúng ít khi rời khỏi môi trường nước.
Kiểu cách "phô diễn" của những con trống là không bình thường với việc phát ra âm thanh từ một túi ở họng có thể thổi phồng lên được, lao đầu về phía trước và dựng đứng chiếc mào nhỏ. Phần lớn các loài này đều phô diễn đơn độc (trước con mái), riêng vịt xạ "phô diễn" thành từng nhóm.

## Các chi
- Oxyura: Chi Vịt đuôi cứng, khoảng 5 loài sinh tồn và 4-5 loài hóa thạch
- Nomonyx: Chi Vịt mặt nạ, 1 loài sinh tồn (Nomonyx dominica)
- Biziura: Chi Vịt xạ, 1 loài sinh tồn (Biziura lobata)
- Heteronetta: Chi Vịt đầu đen Nam Mỹ, 1 loài sinh tồn (Heteronetta atricapilla)
- †Dendrochen
- †Dunstanetta
- †Manuherikia
- †Mionetta
- †Pinpanetta
- †Tirarinetta

Hiện tại, người ta đang nghiên cứu các mối quan hệ giữa vịt tai hồng với nhóm này.

## Hình ảnh

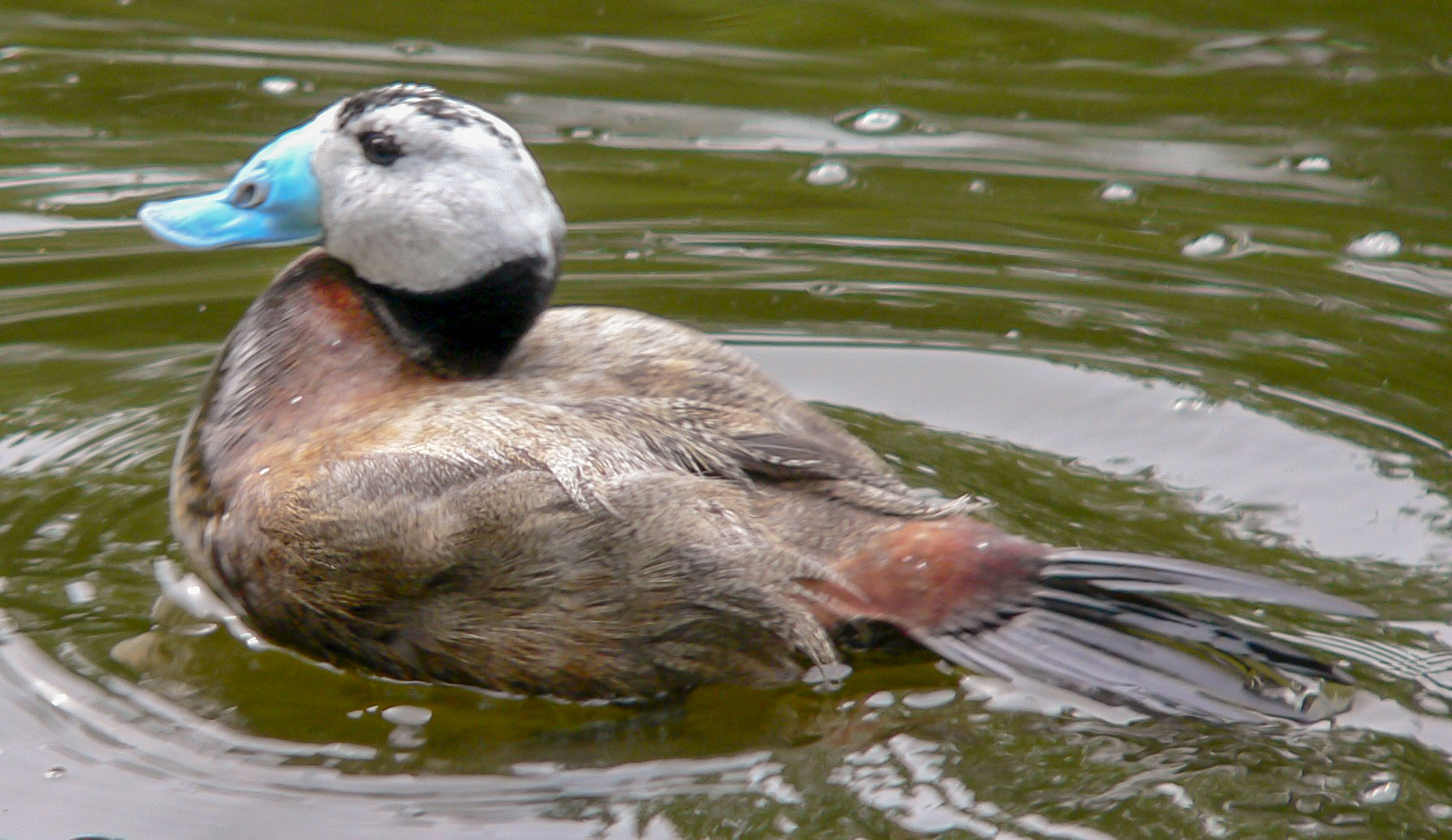
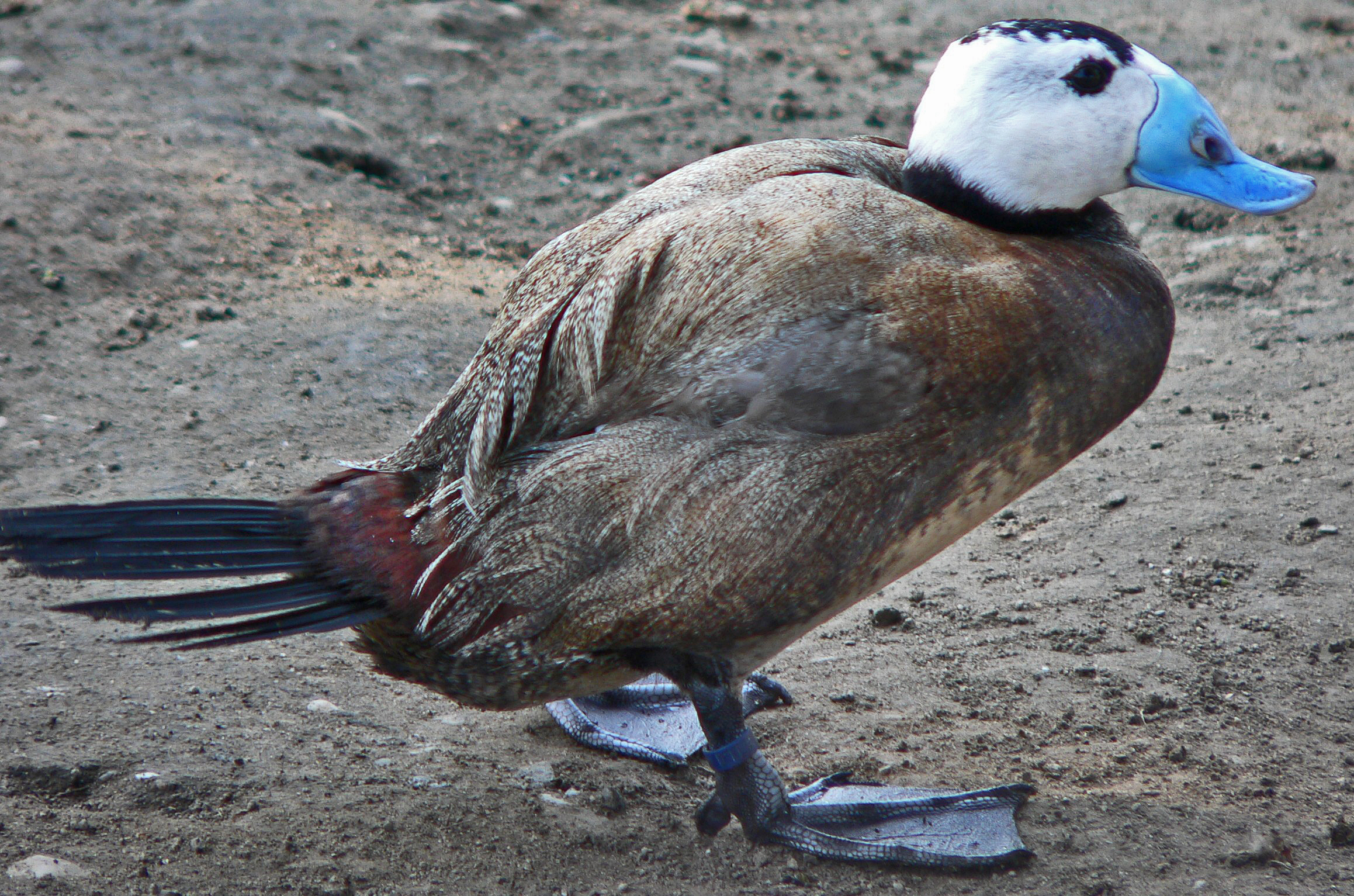
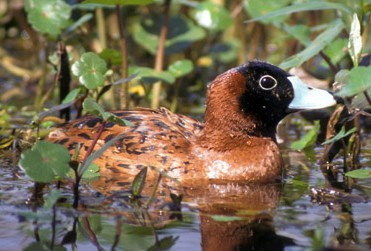